# Cathartoides africanus
Cathartoides africanus là một loài bọ cánh cứng trong họ Silvanidae. Loài này được Kessel miêu tả khoa học năm 1921.